# Grundschule Coburg-Ketschendorf
Die Grundschule Coburg-Ketschendorf ist eine städtische Grundschule in der oberfränkischen Stadt Coburg in Bayern. Die früher Neue-Heimat-Schule genannte Schule steht im Coburger Stadtteil Ketschendorf. Das Schulgebäude besteht aus einem Altbau und einem angegliederten Neubau. Der Altbau wurde 1901 im Stil der Neurenaissance erbaut und steht als Baudenkmal in der Bayerischen Denkmalliste.

## Geschichte
Die Schule wurde am 10. April 1902 eingeweiht. Zuvor mussten die Ketschendorfer Schulpflichtigen nach Seidmannsdorf laufen.
An der Grundschule Ketschendorf gibt es gegenwärtig (Schuljahr 2023/24) insgesamt vier Schulklassen, eine pro Jahrgangsstufe. Im Schuljahr 2024/24 betreuten drei hauptamtliche Lehrkräfte 91 Schüler. Hinzu kommen teils nur zeitweise an der Schule tätige Lehrkräfte wie Allgemeinlehrkräfte, Religions-, Fach- und Förderlehrer. Außerdem steht der Schule eine Beratungslehrkraft zur Verfügung.
Aufgrund der sehr geringen Schülerzahl von teils nur etwa 80 Schülern stand die Schließung bzw. Zusammenlegung mit der Grundschule im benachbarten Coburger Stadtteil Creidlitz öfters zur Diskussion. Um dies zu verhindern, sollte die Schule 2010 zu einer Ganztagsschule ausgebaut werden, was jedoch am Widerstand einiger Eltern scheiterte.
Die Schule verfügt über einen Werkraum, einen Computerraum sowie eine Aula, jedoch nicht über eine Turnhalle. Der Sportunterricht findet daher in der nahegelegenen Sporthalle des Ketschendorfer Turnvereins TVK statt. Zur Schule gehört ein naturnah gestalteter Schulhof („Schulgarten“) mit Spielgeräten und einem Pavillon.
Zur Schlichtung von Streitigkeiten unter den Schülern werden „Friedensstifter“ eingesetzt, die zuvor geschult werden. So nahmen z. B. im Schuljahr 2008/09 insgesamt 14 Schüler an einer entsprechenden Mediatorenschulung teil. An der Schule besteht eine verlängerte Mittagsbetreuung bis 16 Uhr. Zu den Nachmittagsangeboten der Schule gehören im Schuljahr 2011/12 u. a. Gymnastik und Tanz, Computerkurs, Sport, Musikalische Grundausbildung, Flöten-Kurs, Yoga, Kreatives Gestalten und Basketball-AG. Außerdem wird eine Ferienbetreuung angeboten.
Es gibt an der Schule einen gemeinnützigen Schulförderverein, der durch finanzielle Unterstützung unterschiedliche Projekte fördert, wie z. B. zusätzliche Nachmittagsangebote für alle Schüler, Verbesserung der räumlichen Situation, Anschaffung von (Lern-)Materialien, Freizeitgestaltung an der Schule und Ferienbetreuung.

## Schulgebäude und Architektur
Das alte Schulhaus der Volksschule Ketschendorf wurde im Jahr 1901 vom Baumeister Renner aus Stöppach unter Bauleitung des Coburgers Gottlieb Rehlein für die damals noch selbstständige Gemeinde Ketschendorf errichtet. Der in Ziegel mit Sandsteingliederungen gestaltete Neurenaissancebau steht in einer leichten Hanglage in der Neuen Heimat 5. Er besitzt ein Kellergeschoss mit Jugendstilfensterstöcken, auf dem als Hochparterre das Erdgeschoss steht, gefolgt vom Obergeschoss und einem ausgebauten Walmdach mit Schieferdeckung.
Der Gebäudegrundriss ist in einen Klassenzimmerflügel auf der rechten Seite und das Treppenhaus auf der linken Seite geteilt. Stichbogige Fenster kennzeichnen die Klassenzimmer. Darüber sind ein Fachwerkkniestock und eine vorkragende Dachtraufe sowie drei Krüppelwalmgauben vorhanden. Ein viereckiger Uhrdachreiter mit hohem Spitzdach bildet den oberen Abschluss. Das Treppenhaus mit dem Eingang, den ein Holzdach mit geschnitzten Säulen schützt, markiert ein zweiachsiger Risalit mit Satteldach. Eine Sandsteintafel mit der Datierung 1901 und Pyramidenaufsätze am Dreiecksgiebel zieren diesen Fassadenabschnitt. Die östliche Giebelseite hat in der Mitte einen flachen Treppenhausrisalit mit einem Krüppelwalm-Zwerchhaus. An der westlichen Seite steht ein Toilettenanbau mit halber welscher Haube im Obergeschoss. Zur bauzeitlichen Innenausstattung gehört eine zweiarmige Treppe mit gedrechselten Holzsäulen.
In den 1950er/60er Jahren entstand ein Erweiterungsbau, der durch einen überdachten Gang mit dem auf der östlichen Seite stehenden alten Schulhauses verbunden ist.